# Sång
För andra betydelser, se Sång (olika betydelser).

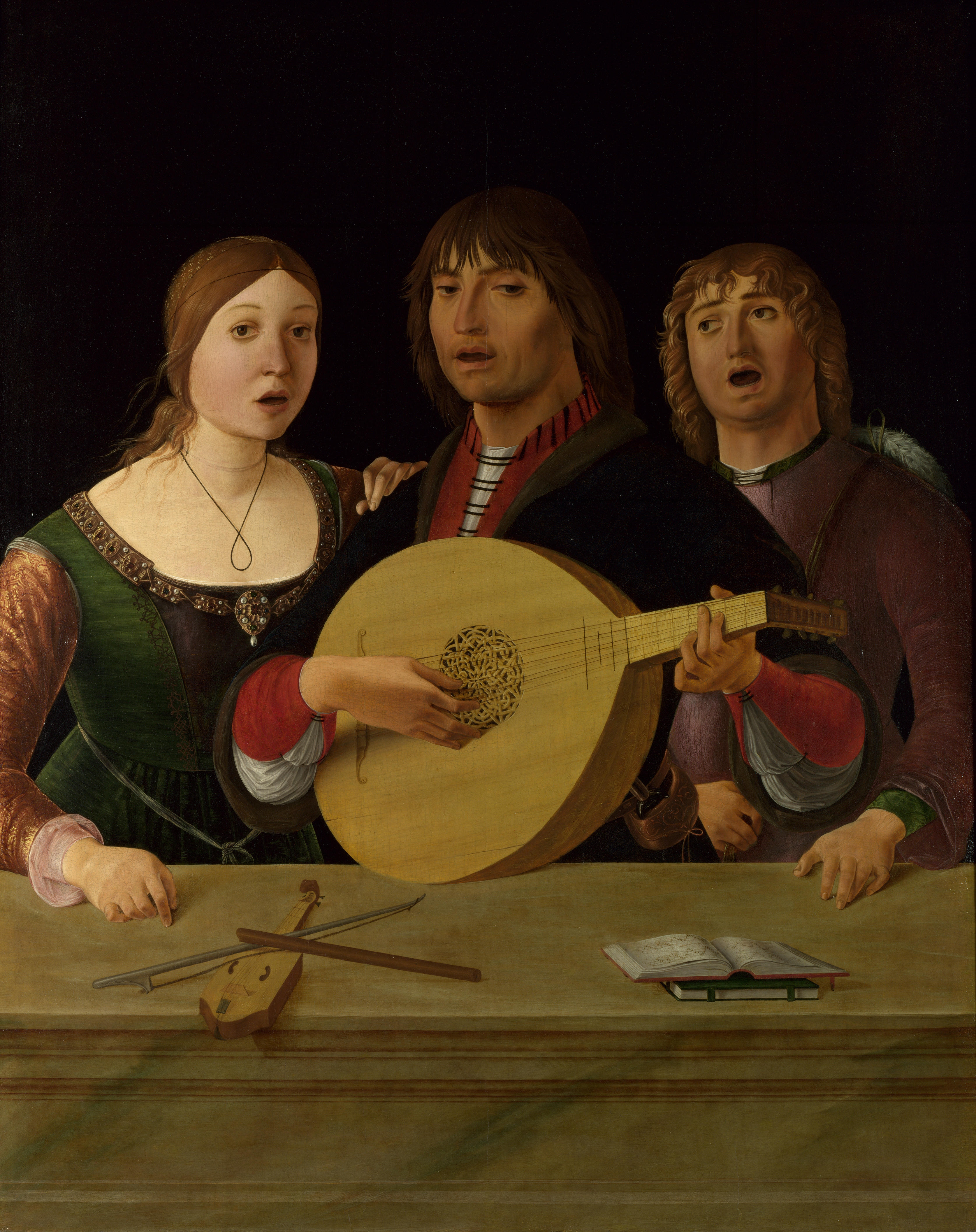
Personer som sjunger, avbildade omkring 1490.

Sång är det musikaliska uttryck som skapas när någon sjunger, det vill säga använder sin röst för att åstadkomma musik, med hjälp av tonalitet och rytm. Sång används också som benämning på ett musikstycke, med sång och andra instrument.
Den röst som används vid sång kallas sångröst. Sångrösten hos en sångare befinner sig inom ett frekvensomfång, som vanligen benämns sångläge men ibland register. Register är inom vokalmusiken också ett begrepp för en viss typ av ljudproduktion.
Idag är sång föremålet för många tävlingsprogram, bland andra Idol, X Factor och The Voice.

## Historia
Sången är lika gammal som människan. I alla kulturer, i alla tider har det förekommit sång.  Sången har haft, och har en mängd olika funktioner som signalering, manipulering, stimulering, kommunikation, nöje, inkomstkälla, minneshjälp, avkoppling, inslag i riter, för historieberättande, för att underlätta arbete, vara identitetsskapande, för att stärka gemenskap etc. Inom vissa religioner ingår sång som en viktig del i skapelseberättelsen.
Redan i Mesopotamien (3500–500 f.Kr) definierades viss musik som konst och det finns skrifter som talar både om professionella musiker och liturgisk musik. Den äldsta kända noterade sången, vilket även är det äldsta noterade musikstycket, är en sumerisk hymn från före 800-talet f.Kr. I Grekland var det vanligt att texter, som poesi, inte lästes utan sjöngs. Aristoteles diskuterade om inte sång borde ingå i utbildningen och komplexa teorier kring sång och musik utvecklades. Inom den judiska traditionen finns noterade sånger bevarade från 500-talet f.Kr, som Davids psalm och Kung Salomos sång. Mycket lite är känt om sångens status i den romerska kulturen men inom den tidiga kristna kyrkan var sången en viktig integrerad del. Under 300-talet blev kristendomen Romarrikets officiella religion och Schola cantorum grundades av påven Silvester I. Den romersk katolska kyrkan skulle komma att dominera den västerländska musikens utveckling under de kommande 1300 åren.
För sångkonstens utveckling inom västerländsk musikkultur har de italienska traditionerna haft stor betydelse. Kastratsången och den kvinnliga koloratursången under 1600- och 1700-talen i kyrkan och på teatern framstod länge som ideal. Denna sångkonst fick senare benämningen bel canto, skönsång.
Under 1800-talet kom talsången i det wagnerska dramat som en kraftig kontrast. Operarösterna indelades i lyrisk sopran, dramatisk sopran, lyrisk tenor, hjältetenor etc. 1800-talets ökande kommunikationer och romantikens intresse för de utövande konstnärerna kom sångarna till del; en del av dem blev legendariska redan under sin livstid, som Jenny Lind och Kristina Nilsson för att ta ett par svenska exempel.

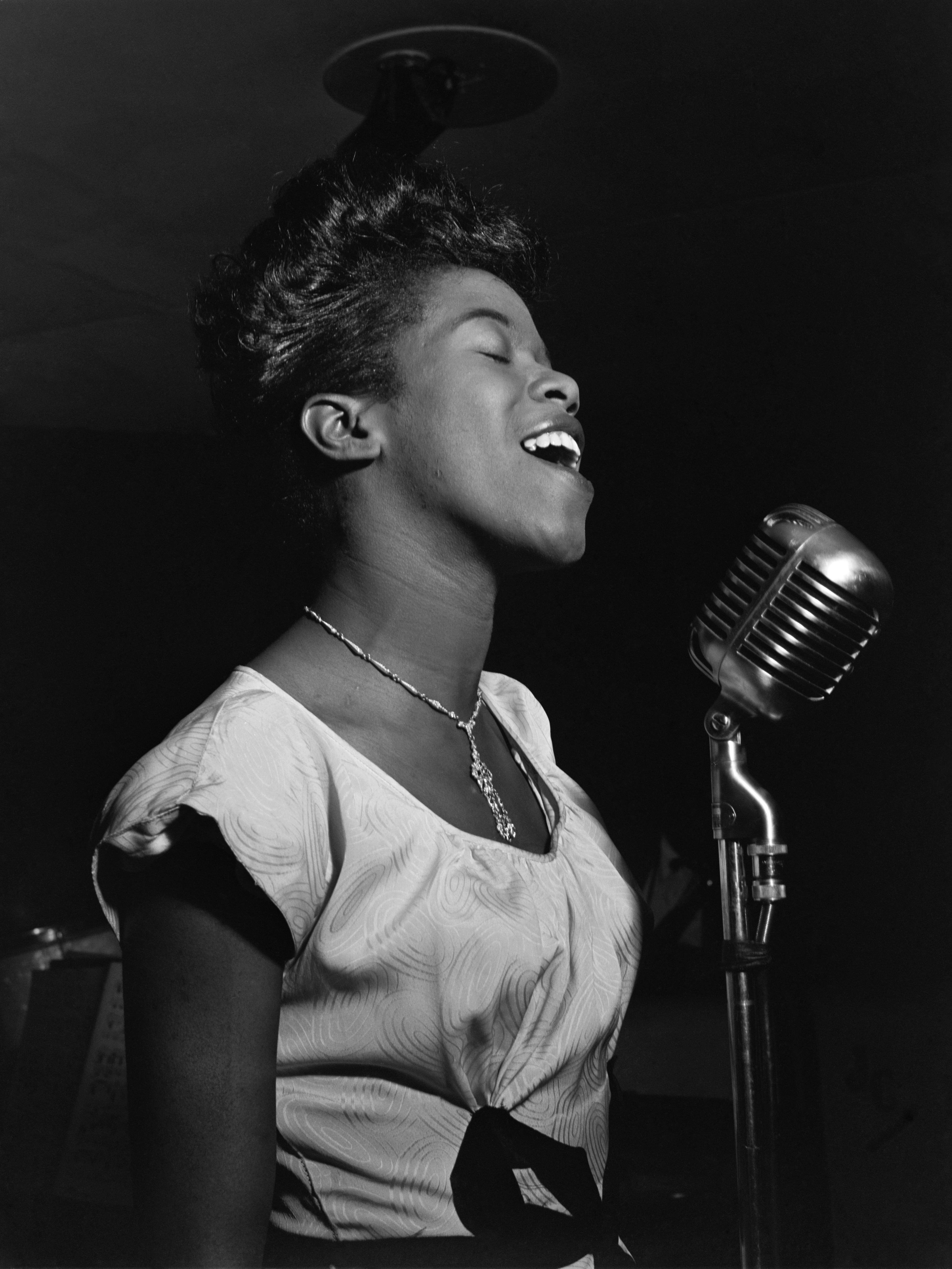
Den amerikanska jazzsångaren Sarah Vaughan uppträder i augusti 1946.

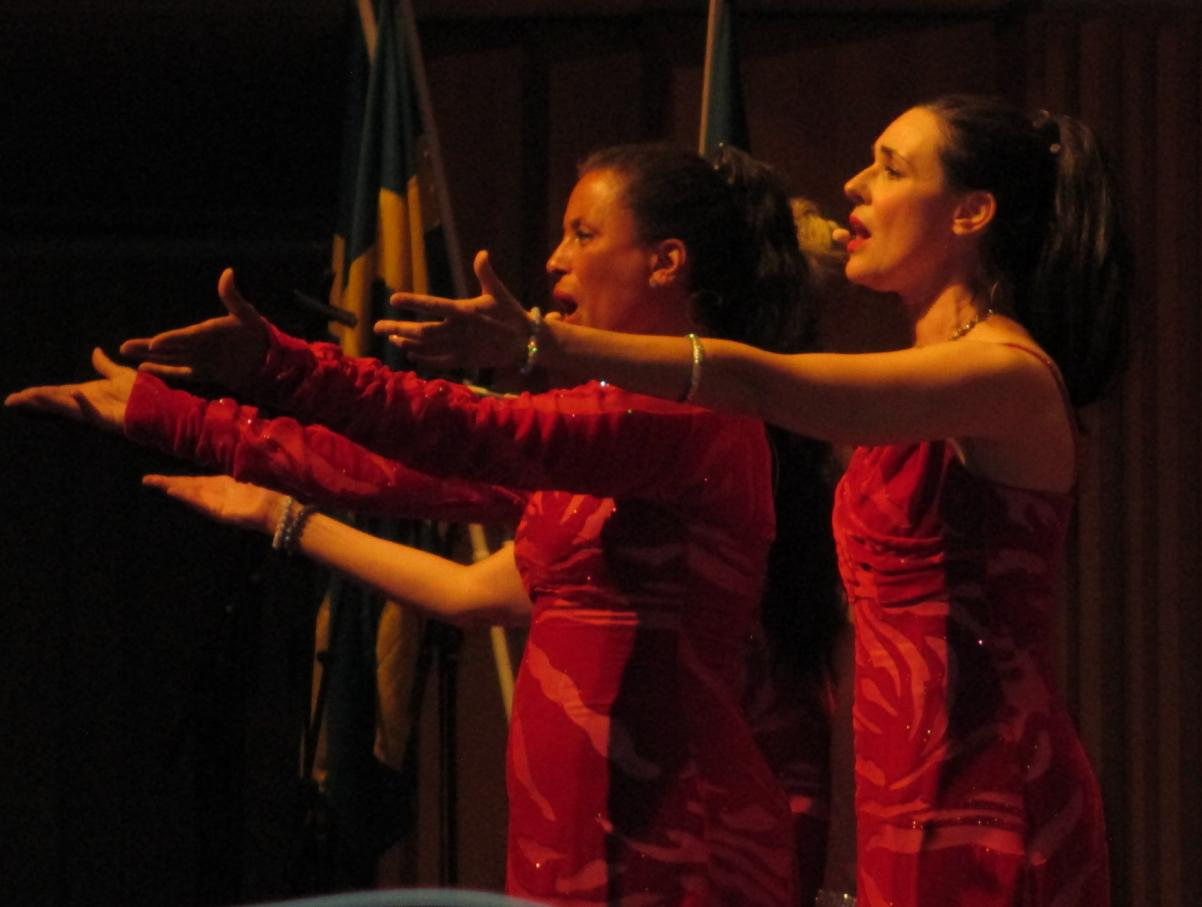
Svenska operasångerskor framträder i en trio på Berwaldhallen 2016.

Sångens historia i västerländsk musikkultur upptar bland annat den gregorianska sången, trubadursången i Frankrike och mästersången i Tyskland, den tidiga flerstämmigheten i Frankrike och de nederländska skolorna, engelska och italienska madrigaler, monodin under barocken och romatikens lied. Den rymmer också stora romantiska körverk och nutida a-capellaverk av närmast asketisk prägel. Viktiga svenska traditioner är romansen, manskören och visan, ofta med textförfattare och tonsättare i en person. Kuplett, revyvisa och schlager hör också hemma under det mycket vida begreppet sång.

## Beskrivning
Ofta förstärks vanligt tal när man sjunger, men sång kan även framföras utan ord, så kallad vokalis, exempelvis i form av jazzens scatsång. Sång kan framföras antingen med eller utan ackompanjemang av instrument, det senare kallas för a cappella. Sång framförs ofta i grupp tillsammans med andra musiker, som i en kör med olika stämmor, eller i en ensemble med instrumentalister som en barockensemble eller en rockgrupp. Sång kan framföras informellt, arrangerat eller improviserat. Man kan exempelvis sjunga för nöjes skull, för trevnad eller tröst, rituellt, i träningssyfte eller som yrke. Sångteknik innebär bland annat att behärska tonbildning, frasering och andning, och förmågan att tolka sånger.

## Sångröst
Sångröst är den röst som används vid sång. Sångröstens klang beror, liksom andra akustiska instruments, på förstärkta vibrationer. Stämläpparna i struphuvudet vibrerar när luft från lungorna passerar mellan dem. Ljudet förstärks och moduleras genom resonans i brösthålan (främst låga toner) och i huvudets hålrum (främst höga toner), som munhålan och bihålorna. Genom att justera lufttrycket från lungorna, stämläpparnas spänning och (i den mån det är möjligt) form och storlek hos, framför allt, huvudets resonansrum frambringar en sångare eller sångerska de toner som tillsammans bildar en sång.
Exempel på sångtekniker: bel canto, bröströst, falsett, screaming, growl, huvudklang, joddling, kulning, strupsång och wailing.
Det finns flera sätt att träna sin sångröst. Man kan exempelvis sjunga genom ett fonationsrör där ena änden är nedsänkt i vatten. Det är en metod som används bland annat av logopeder och sångpedagoger i syfte att öka kontrollen över rösten.
Vid bedömningar av ett sångframträdande tas ofta röstklang, röstomfång, tonsäkerhet, frasering och ornament i beaktande.

## Röstläge
Ett röstläge är ett frekvensomfång (register) för en sångare. Beroende på individuella förutsättningar, skolning och träning kan en sångare sägas ha ett eller flera röstlägen. Röstläget liksom klangfärgen kan förändras beroende på sångarens utveckling och ålder.
Den traditionella indelningen i röstläge är från hög till låg: sopran, alt, tenor, baryton och bas. Ibland, framför allt i operamusik, talar man också om mellanlägen: mezzosopran (mellan alt och sopran), tenorbaryton och basbaryton.
Röstlägen är egentligen inte förknippade med sångarens kön. I gosskörer sjunger pojkar sopran och både pojkar och vuxna män kan där sjunga altstämman. När vuxna män sjunger alt kallas de altister eller countertenorer. En del blandade körer har också kvinnliga tenorer. Manliga sopraner (falsettister och kastrater) var vanliga under barocken men falsettister förekommer också i vår tid.
I körsång är den vanliga indelningen från hög till låg: sopran, alt, tenor och bas. Om körsatsen består av fler än fyra stämmor delas oftast stämmorna in i förstasopran (sopran 1), andrasopran (sopran 2), etc., men ibland används också i körmusik beteckningarna mezzosopran, baryton, etc. vid stämdelningar.

## Register
Register är ett begrepp inom vokalmusiken som syftar på en viss typ av ljudproduktion med ett signifikativt ljudresultat som går att skilja från andra register. Begreppet används ibland också som en synonym till omfång (se ovan om Röstläge). Däremot ska register ej förväxlas med röstens läge (alltså en specifik ton inom omfånget), ej heller med tessitura (det vill säga en vokalstämmas normalläge), eftersom en och samma ton kan frambringas i olika register.
Traditionellt har sångregister ofta definierats utifrån var i kroppen man upplever medsvängningar. Hur många register som finns och vad de kallas är föremål för ständig debatt inom sångundervisningen, men några begrepp som ofta används är bröströst eller modalröst, mixad röst, falsett och flöjtregister.